# Línea 257 (Buenos Aires)
La línea 257 es una línea de colectivos del Área Metropolitana de Buenos Aires. Recorre el partido de Quilmes y llega hasta el territorio de San Francisco Solano (La mitad de la localidad correspondiente al Partido de Almirante Brown). El servicio cuenta con SUBE

## Ramales

### Recorrido A - Ramal Lamadrid
Ida: Desde La Guarda y Río Negro por La Guarda, Derqui, Padre Bruzzone, Pringles, Mendoza, General Paz, R. Guiraldes, E. Zolá, Gelly y Obes, Monroe, Primera Junta, Avenida Mitre, Humberto 1º, San Martín, Leandro N. Alem, Gaboto, Av. Rivadavia, Hipólito Yrigoyen, Nicolás Videla, San Martín, Alberdi, Saavedra, Hipólito Yrigoyen, Saavedra, San Luis, Gran Canaria, Rodolfo López, Joaquín V. González, República del Líbano, Lisandro de la Torre, Avenida Lamadrid, Miguel Ángel Mauriñio, Zapiola, Camino General Belgrano (Ruta Provincial 14), Av. Tomás Flores, Eva Perón, Calle 809, Calle 896, Calle 839, Calle 893, Calle 897, M. A. Pascual, Avenida Ferrocarril Provincial, Avenida Juan Domingo Perón, Avenida Lacaze, Charcas hasta Lila. 
Vuelta:  Desde Charcas y Lila por Charcas, Avenida Lacaze, Avenida Juan Domingo Perón, M. A. Pascal, Avenida Ferrocarril Provincial, Vicente Franco, Calle 896, Doctor E. Torre, Calle 809, Eva Perón, Av. Tomás Flores, Camino General Belgrano (Ruta Provincial 14), Zapiola, Miguel Ángel Mauriñio, Avenida Lamadrid, Estanislao del Campo, República del Líbano, Joaquín V. González, Rodolfo López, Aristóbulo del Valle, Int. Oliveri, Alberdi, Avenida Hipólito Yrigoyen, Alsina, Gaboto, Rivadavia, Avenida Hipólito Yrigoyen, Garibaldi, Sarmiento, Primera Junta, Monroe, Gelly y Obes, E. Zolá, Juan Cruz Varela, Presidente José Evaristo Uriburu, Mendoza, Pringles, Padre Bruzzone, Derqui, La Guarda hasta Río Negro.

### Recorrido B - Ramal Pasco
Desde Laguarda y Río Negro por Laguarda, Derqui, Padre Bruzzone, Pringles, Mendoza, General Paz, R. Guiraldes, E. Zolá, Gelly y Obes, Monroe, Primera Junta, Avenida Mitre, Humberto 1º, San Martín, Leandro Nicéforo Alem, Gaboto, N. Videla, Hipólito Yrigoyen, Alberdi, San Martín, Saavedra, Hipólito Yrigoyen, Saavedra, San Luis, Gran Canaria, R. A. López, Avenida Calchaquí (Ruta Provincial N.º 36), Avenida Los Quilmes, Zapiola, Victorica, Avellaneda, Zapiola, Camino General Belgrano (Ruta Provincial N.º 14), Av. T. Flores, Avenida Donato Álvarez, Avenida Ferrocarril Provincial, M. A. Pascal, Avenida Juan Domingo Perón, Avenida Gobernador Monteverde, Camino General Belgrano (Ruta Provincial N.º 14), Avenida A. Huisi de Seguí, J. Craviotto, Avenida Calchaquí (Ruta Provincial N.º 36), R. A. López, Aristóbulo del Valle, Int. Olivieri, Alberdi, Avenida Hipólito Yrigoyen, Alsina, Gaboto, Rivadavia, Avenida Hipólito Yrigoyen, Garibaldi, Sarmiento, Primera Junta, Monroe, Gelly y Obes, Derqui, J. C. Varela, Allison Bell, R. Guiraldes, Presidente José Evaristo Uriburu, Mendoza, Pringles, Padre Bruzzone, Derqui, Laguarda hasta Río Negro.

### Recorrido C - Ramal Monteverde
Desde Laguarda y Río Negro por Laguarda, Derqui, Padre Bruzzone, Pringles, Mendoza, General Paz, R. Guiraldes, E. Zolá, Gelly y Obes, Monroe, Primera Junta, Avenida Mitre, Humberto 1º, San Martín, Leandro Nicéforo Alem, Gaboto, N. Videla, Hipólito Yrigoyen, Alberdi, San Martín, Saavedra, Hipólito Yrigoyen, Saavedra, San Luis, Gran Canaria, R. A. López, Avenida Calchaquí (Ruta Provincial N.º 36), Craviotto, Avelina A. Huisi de Seguí, Camino General Belgrano (Ruta Provincial N.º 14), Avenida Gobernador Monteverde, Ruta Provincial N.º 4, Avenida Juan Domingo Peron,  M. A. Pascal, Avenida Ferrocarril Provincial, Avenida Donato Álvarez, Avenida T. Flores, Camino General Belgrano (Ruta Provincial N.º 14), Zapiola, Avenida Los Quilmes, Avenida Calchaquí (Ruta Provincial N.º 36), R. A. López, Aristóbulo del Valle, Int. Pedro Oliveri, Alberdi, Avenida Hipólito Yrigoyen, Alsina, Gaboto, Rivadavia, Avenida Hipólito Yrigoyen, Garibaldi, Sarmiento, Primera Junta, Monroe, Gelly y Obes, Derqui, J. C. Varela, Allison Bell, R. Guiraldes, Presidente José Evaristo Uriburu, Mendoza, Pringles, Padre Bruzzone, Derqui, Laguarda hasta Río Negro.